# Jürgen Apel

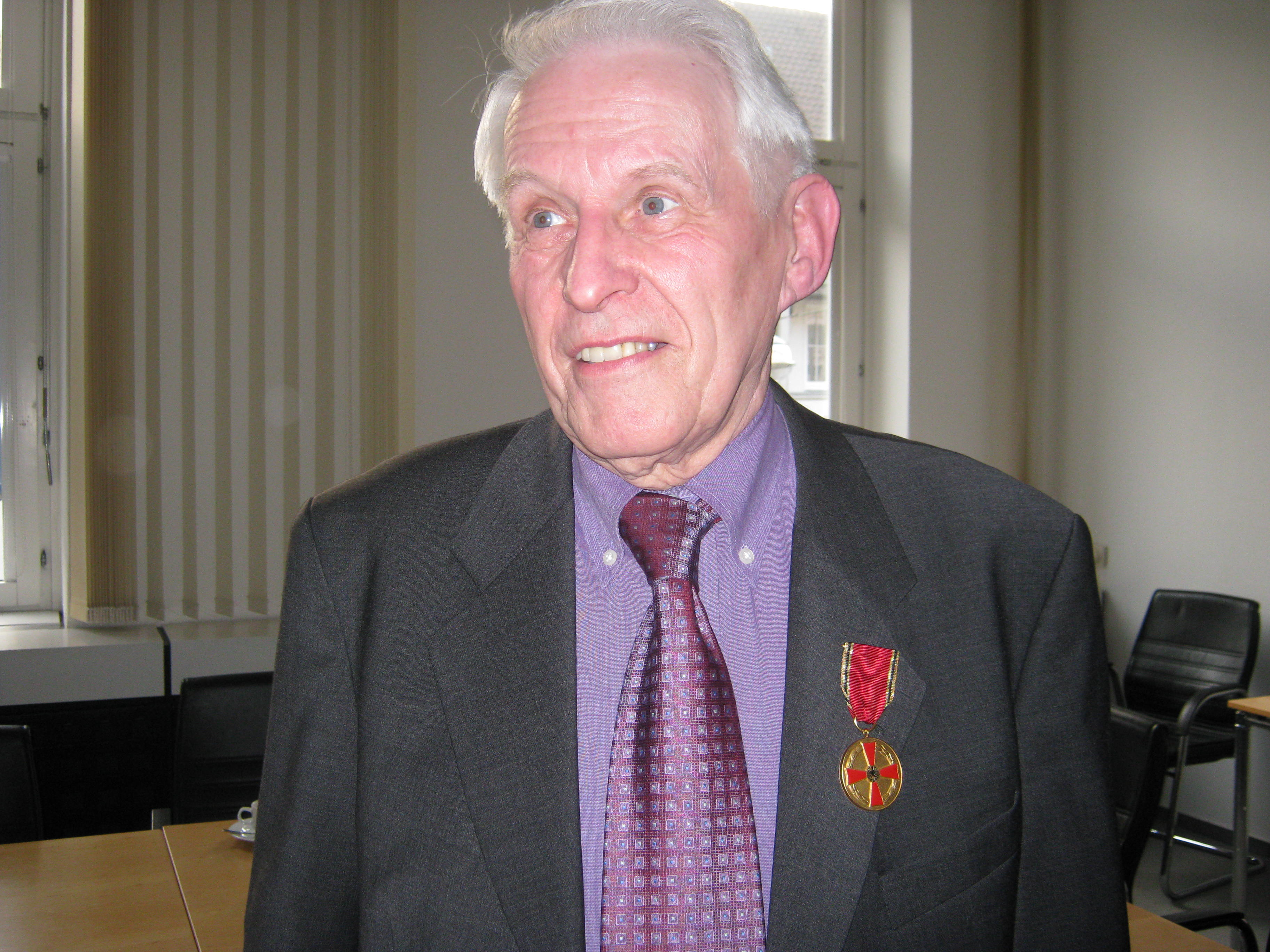
Jürgen Apel bei der Überreichung der Verdienstmedaille am 24. Februar 2011

Jürgen Apel (* 20. Juni 1937 in Hannover) ist ein mehrfach ausgezeichneter deutscher Radsport-Funktionär, Organisator der Radrennbahn Hannover und ehemaliger Radrennfahrer.

## Werdegang
Jürgen Apel wurde kurz vor dem Zweiten Weltkrieg in Hannover geboren. Noch als Kind trat er im Alter von 13 Jahren im Jahr 1951 dem seinerzeitigen RC Wanderslust bei und betätigte sich dort mehrere Jahre als Rennfahrer, bevor er um 1961 seine sportliche Laufbahn als Amateur beim RC Blau-Gelb Hannover, dem späteren RC Blau-Gelb Langenhagen, beendete, um dann ab demselben Jahr für mehr als drei Jahrzehnte bis 1995 ein eigenes Geschäft für Spielwaren zu betreiben.
Trotz seiner Tätigkeit als Unternehmer blieb Apel dem Radsport treu, übernahm im Alter von 26 Jahren um 1963 die ehrenamtliche Aufgabe des Schatzmeister beim RV Grün-Weiß Hannover. Außerdem war er maßgeblich an der Ausrichtung von zwei Weltmeisterschaften im Querfeldeinrennen für Amateure und Profis beteiligt sowie an zahlreichen Deutschen Meisterschaften und ungezählten Radsportveranstaltungen im Bezirk Hannover.
Darüber hinaus hatte Apel bereits von 1967 bis 1969 erstmals das Amt des Schatzmeisters für die Radrennbahn Hannover ausgeübt, wurde als solcher 1999 erneut aktiv. Seitdem renovierte Jürgen Apel federführend den Holzbelag der traditionsreichen Radrennbahn im hannoverschen Stadtteil Wülfel, bis der Sportbetrieb im Jahr 2006 dann aufgegeben werden sollte. Doch Apel setzte sich für den Erhalt des Veranstaltungsortes ein, renovierte gemeinsam mit dem Rennbahnkonstrukteur und -erbauer Walter von Lütcken fachmännisch den Unterbau der hölzernen Rennbahn: Die beiden reinigten in mühevoller Kleinarbeit die Fahrfläche mit einem Dampfstrahler und ersetzten 2,5 km Holzlatten, so dass der Sportbetrieb weitergeführt werden konnte.
Nicht zuletzt durch Apels Einsatz konnte 2014 – nach einer Pause von 14 Jahren – die Deutsche Derny-Meisterschaft 2014 in Wülfel wiederbelebt werden. Neben nationalen Titelkämpfen wurde dort auch die Derny-Europameisterschaft 2015 ausgetragen, die – gemessen „an den startenden Nationen und Teilnehmern -  [...] die erfolgreichste der Geschichte war“. Auch für den 18. und 19. August 2016 war es Apel, der die Europameisterschaft in Hannover organisierte. 2017 wurde die Radrennbahn geschlossen, weil die Stadt Hannover sich nicht mehr länger finanziell unterstützte, und Jürgen Apel stellte seine Wartungsarbeiten ein.

## Ehrungen
Mehrfach wurde Jürgen Apel „für seine Verdienste um den Radsport und das Gemeinwohl“ ausgezeichnet:
- 1998: Verdienstnadel des Bund Deutscher Radfahrer (BDR)[1]
- 2000: Goldene Ehrennadel des Landessportbundes Niedersachsen[1]
- 2006: Ehrennadel in Silber des Bunds Deutscher Radfahrer[1]
- 2007: Ehrennadel in Gold mit Brillanten des Radsportverbandes Niedersachsen[1]
- 2010: Verdienstmedaille des Verdienstordens der Bundesrepublik Deutschland[1]
- 2015: Niedersächsische Sportmedaille für Verdienste um die Förderung des Sports[4]